# یواس‌اس لیدزتاون (ای‌پی-۷۳)
یواس‌اس لداستون (ای‌پی-۷۳) (به انگلیسی: USS Leedstown (AP-73)) یک زیردریایی بود که طول آن ۴۸۴ فوت (۱۴۸ متر) بود. این زیردریایی در سال ۱۹۳۳ ساخته شد.